# Stirling Silliphant
Stirling Silliphant est un scénariste, producteur, compositeur et réalisateur américain né le 16 janvier 1918 à Détroit, Michigan (États-Unis), mort le 26 avril 1996 à Bangkok (Thaïlande).

## Biographie
Stirling Silliphant est aussi connu pour avoir été un élève de Bruce Lee après leur rencontre sur la série Longstreet.

## Filmographie

### comme scénariste
- 1955 : On ne joue pas avec le crime
- 1957 : Poursuites dans la nuit (Nightfall)
- 1958 : Damn Citizen (en)
- 1958 : The Lineup
- 1959 : Rawhide (série télévisée)
- 1960 : Le Village des damnés (Village of the Damned)
- 1965 : Trente minutes de sursis (The Slender Thread)
- 1967 : Wings of Fire (TV)
- 1967 : Dans la chaleur de la nuit (In the Heat of the Night), Prix Edgar-Allan-Poe du meilleur scénario
- 1968 : Charly
- 1969 : La Valse des truands (Marlowe)
- 1970 : On n'achète pas le silence (The Liberation of L.B. Jones)
- 1970 : La Pluie de printemps (Walk in the Spring Rain)
- 1971 : La Guerre de Murphy (Murphy's War)
- 1971 : Longstreet (TV)
- 1972 : Les flics ne dorment pas la nuit (The New Centurions)
- 1972 : L'Aventure du Poseidon (The Poseidon Adventure)
- 1973 : A Time for Love (TV)
- 1973 : Shaft contre les trafiquants d'hommes (Shaft in Africa)
- 1974 : La Tour infernale (The Towering Inferno)
- 1975 : The First 36 Hours of Dr. Durant (TV)
- 1975 : Death Scream (en) (TV)
- 1975 : Tueur d'élite (The Killer Elite)
- 1976 : L'inspecteur ne renonce jamais (The Enforcer)
- 1977 : Un espion de trop (Telefon)
- 1978 : L'Inévitable Catastrophe (The Swarm)
- 1978 : Pearl (en) (mini-série)
- 1978 : Le Cercle de fer (Circle of Iron)
- 1980 : Le Jour de la fin du monde (When Time Ran Out...)
- 1981 : Fly Away Home (TV)
- 1981 : Golden Gate (TV)
- 1983 : Travis McGee (en) (TV)
- 1985 : Space (en) (mini-série)
- 1985 : Mussolini: The Untold Story (feuilleton TV)
- 1987 : Over the Top : Le Bras de fer (Over the Top)
- 1987 : Catch the Heat
- 1995 : Salween
- 1995 : The Grass Harp

### comme producteur
- 1953 : The Joe Louis Story
- 1955 : 5 Against the House
- 1970 : La Pluie de printemps (Walk in the Spring Rain)
- 1971 : Longstreet (série télévisée)
- 1972 : The New Healers (TV)
- 1973 : A Time for Love (TV)
- 1975 : The First 36 Hours of Dr. Durant (TV)
- 1978 : Pearl (feuilleton TV)
- 1979 : Les Vampires de Salem (Salem's Lot) (TV)
- 1981 : Fly Away Home (TV)
- 1989 : La Confrérie de la rose (Brotherhood of the Rose) (TV)
- 1995 : The Grass Harp

### comme réalisateur
- 1973 : A Time for Love (TV)